# Ruth Shonle Cavan
Ruth Shonle Cavan (* 28. August 1896 in Tuscola; † 25. August 1993 in De Kalb) war eine US-amerikanische Soziologin und Kriminologin. Sie gilt als Pionierin der Kriminologie und wird der Chicagoer Schule der Soziologie zugerechnet.
Nach dem Studium der Soziologie an der Universität von Chicago wurde Cavan 1926 ebendort promoviert. Über zwanzig Jahre arbeitete sie zusammen mit Ernest Burgess an gemeinsamen Forschungsprojekten. 1947 wurde sie Professorin für Soziologie am Rockford College, Illinois. Als Emerita wechselte sie 1962 an die Northern Illinois University, an der sie bis 1977 tätig war.
Seit 1997 verleiht die American Society of Criminology (ASC) den Ruth Shonle Cavan Award für herausragende wissenschaftliche Beiträge von jungen Kriminologen.

## Schriften (Auswahl)
- Suicide. Russell & Russell, New York 1965 (Erstpublikation: The University of Chicago press, Chicago 1928).
- Business Girls. A Study of Their Interests and Problems, Religious Education Association, Chicago 1929.
- Criminology, 3. Auflage, Crowell, New York 1962, (Erstpublikation 1948).
- The American family, 4. Auflage, Cromwell, New York 1969, (Erstpublikation als The family, Cromwell, New York 1942).